# Leichtathletik-Länderkampf der Männer 1971 BR Deutschland – Belgien
| 7. Leichtathletik-Länderkampf mit bundesdeutscher Beteiligung 1971 | 7. Leichtathletik-Länderkampf mit bundesdeutscher Beteiligung 1971 |
| ------------------------------------------------------------------ | ------------------------------------------------------------------ |
|                                                                    |                                                                    |
| Ländervergleich der Männer: BR Deutschland – Belgien               |                                                                    |
| Austragungsort                                                     | Ingolstadt                                                         |
| Wettbewerbe                                                        | 20                                                                 |
| Datum                                                              | 17. Juli                                                           |
| 1. FRG 2. BEL                                                      | 115 Punkte 095 Punkte                                              |
| Chronik                                                            |                                                                    |
| ← FRA-FRG-SUI Geher (M)                                            | FRG-NLD (M) →                                                      |

Der siebte Vergleich des Länderkampfjahres 1971 war der erste Länderkampf der Männer in dieser Saison mit dem allgemeinen leichtathletischen Programm und fand am 17. Juli in Ingolstadt gegen Belgien statt. Die letzte Begegnung dieser beiden Länder in einem Zweiländerkampf war 1939 ausgetragen worden, lag also schon 32 Jahre zurück. Sie war damals wegen des Zweiten Weltkriegs, der wenige Tage später ausbrechen sollte, abgebrochen worden. Zwischenzeitlich hatte Belgien an einigen Ländervergleichen gegen Deutschland mit mehr als zwei Teilnehmernationen teilgenommen, zuletzt 1968. In all diesen Aufeinandertreffen hatte Deutschland ganz vorn gelegen. Am selben Tag fand in Münster noch ein weiterer Vergleich der bundesdeutschen Männer statt, sodass die Mannschaft zwei verschiedene Teams stellen musste. Gegner in Münster war Belgiens Nachbarland Niederlande.

## Wettbewerb und Modus
Auf dem Programm standen die bei Länderkämpfen üblichen zwanzig Disziplinen. Aus dem olympischen Wettbewerbskatalog fehlten nur der Marathonlauf, die beiden Gehdisziplinen und der Zehnkampf. Die Punkte wurden nach dem Standardsystem verteilt.

## Ergebnis
Im läuferischen Bereich war das Aufeinandertreffen ziemlich ausgeglichen. Jedes Team erzielte fünf Siege, Belgien mit drei, Deutschland mit zwei Doppelerfolgen. Auch von den beiden Staffeln entschied jede Vertretung eine für sich. In den technischen Disziplinen war die Bundesrepublik Deutschland dagegen sehr überlegen. Hier gab es für die belgischen Sportler nur einen Sieg im Diskuswurf sowie ein Unentschieden im Stabhochsprung, das zustande kam durch die Verletzung eines deutschen Teilnehmers, der so ohne gültigen Versuch blieb. Alle anderen sechs Wettbewerbe verbuchten die bundesdeutschen Leichtathleten für sich und erzielten dabei drei Doppelerfolge. So gewann die Bundesrepublik mit 115 zu 95 Punkten.

## Legende
Kurze Übersicht zur Bedeutung der Symbolik – so üblicherweise auch in sonstigen Veröffentlichungen verwendet:
| DNF | nicht im Ziel (did not finish) |
| NMH | keine Höhe (No Mark)           |

## Resultate

### 100 m
| Platz | Athlet            | Land | Zeit (s) |
| ----- | ----------------- | ---- | -------- |
| 1     | Rainer Kallnik    | FRG  | 10,7     |
| 2     | Volker Stöckel    | FRG  | 10,7     |
| 3     | Philippe Housiaux | BEL  | 10,8     |
| 4     | Mario De Marchi   | BEL  | 10,9     |

### 200 m
| Platz | Athlet             | Land | Zeit (s) |
| ----- | ------------------ | ---- | -------- |
| 1     | Heinz Rienecker    | FRG  | 21,7     |
| 2     | Jean-Pierre Borlée | BEL  | 21,8     |
| 3     | Jörg Baade         | FRG  | 21,9     |
| 4     | Guy Stas           | BEL  | 22,2     |

### 400 m
| Platz | Athlet            | Land | Zeit (s) |
| ----- | ----------------- | ---- | -------- |
| 1     | Horst Haßlinger   | FRG  | 47,5     |
| 2     | René Bervoets     | BEL  | 47,9     |
| 3     | Gabriel De Geyter | BEL  | 48,0     |
| 4     | Falko Geiger      | FRG  | 48,0     |

### 800 m
| Platz | Athlet                | Land | Zeit (min) |
| ----- | --------------------- | ---- | ---------- |
| 1     | Eric Reygaert         | BEL  | 1:51,3     |
| 2     | Gilbert Van Manshoven | BEL  | 1:51,5     |
| 3     | Lothar Reintrog       | FRG  | 1:51,6     |
| 4     | Hans-Peter Wieland    | FRG  | 1:52,1     |

### 1500 m
| Platz | Athlet           | Land | Zeit (min) |
| ----- | ---------------- | ---- | ---------- |
| 1     | Heinz Mörtl      | FRG  | 3:45,9     |
| 2     | André Dehertoghe | BEL  | 3:46,6     |
| 3     | Herman Mignon    | BEL  | 3:47,2     |
| 4     | Günter Stucky    | FRG  | 3:48,3     |

### 5000 m
| Platz | Athlet           | Land | Zeit (min) |
| ----- | ---------------- | ---- | ---------- |
| 1     | Emiel Puttemans  | BEL  | 13:58,6    |
| 2     | Eddy Van Butsele | BEL  | 14:17,6    |
| 3     | Klaus Addicks    | FRG  | 14:30,4    |
| 4     | Gerhard Fontana  | FRG  | 14:58,2    |

### 10.000 m
| Platz | Athlet          | Land | Zeit (min) |
| ----- | --------------- | ---- | ---------- |
| 1     | Gaston Roelants | BEL  | 28:48,8    |
| 2     | Willy Polleunis | BEL  | 30:11,2    |
| 3     | Hans Munzinger  | FRG  | 30:13,8    |
| 4     | Gerd Escher     | FRG  | 31:20,0    |

### 110 m Hürden
| Platz | Athlet          | Land | Zeit (s) |
| ----- | --------------- | ---- | -------- |
| 1     | Freddy Herbrand | BEL  | 14,6     |
| 2     | Adolf Heine     | FRG  | 14,7     |
| 3     | Marc Heck       | BEL  | 14,7     |
| 4     | Kurt Aubele     | FRG  | 14,8     |

### 400 m Hürden
| Platz | Athlet           | Land | Zeit (s) |
| ----- | ---------------- | ---- | -------- |
| 1     | Gerhard Hennige  | FRG  | 51,4     |
| 2     | Peter Brühl      | FRG  | 53,1     |
| 3     | Régis Ghesquière | BEL  | 55,9     |
| DNF   | Paul Van Damme   | BEL  |          |

### 3000 m Hindernis
| Platz | Athlet            | Land | Zeit (min) |
| ----- | ----------------- | ---- | ---------- |
| 1     | Paul Thys         | BEL  | 8:46,0     |
| 2     | Karl-Heinz Betz   | FRG  | 8:54,2     |
| 3     | Oswald Engel      | FRG  | 9:05,6     |
| 4     | Armand Dobbelaere | BEL  | 9:08,8     |

### 4 × 100 m Staffel
| Platz | Besetzung      | Land                                                            | Zeit (s) |
| ----- | -------------- | --------------------------------------------------------------- | -------- |
| 1     | BR Deutschland | Manfred Letzelter Günter Rudolph Volker Stöckel Heinz Rienecker | 40,7     |
| 2     | Belgien        | Mario De Marchi Guy Stas Hubert Philippe Housiaux               | 41,3     |

### 4 × 400 m Staffel
| Platz | Besetzung      | Land                                                                       | Zeit (min) |
| ----- | -------------- | -------------------------------------------------------------------------- | ---------- |
| 1     | Belgien        | Gabriel De Geyter Jean-Pierre Borlée Willy Vandenwijngaerden René Bervoets | 3:08,9     |
| 2     | BR Deutschland | Peter Bernreuther Manfred Kuhn Herbert Moser Horst Haßlinger               | 3:09,4     |

### Hochsprung
| Platz | Athlet           | Land | Höhe (m) |
| ----- | ---------------- | ---- | -------- |
| 1     | Ingomar Sieghart | FRG  | 2,10     |
| 2     | Rudi Urban       | FRG  | 2,06     |
| 3     | Freddy Herbrand  | BEL  | 2,00     |
| 4     | Paul De Preter   | BEL  | 1,95     |

### Stabhochsprung
| Platz | Athlet           | Land | Höhe (m) |
| ----- | ---------------- | ---- | -------- |
| 1     | Reiner Liese     | FRG  | 4,80     |
| 2     | Émile Dewil      | BEL  | 4,50     |
| 3     | Roger Lespagnard | BEL  | 4,40     |
| NMH   | Volker Ohl       | FRG  | verletzt |

### Weitsprung
| Platz | Athlet            | Land | Weite (m) |
| ----- | ----------------- | ---- | --------- |
| 1     | Horst Zech        | FRG  | 7,61      |
| 2     | Philippe Housiaux | BEL  | 7,57      |
| 3     | Freddy Herbrand   | BEL  | 7,39      |
| 4     | Ulrich Köwring    | FRG  | 7,32      |

### Dreisprung
| Platz | Athlet           | Land | Weite (m) |
| ----- | ---------------- | ---- | --------- |
| 1     | Richard Kick     | FRG  | 15,61     |
| 2     | Bernhard Stierle | FRG  | 15,47     |
| 3     | Albert Van Hoorn | BEL  | 14,33     |
| 4     | Paul Henry       | BEL  | 14,31     |

### Kugelstoßen
| Platz | Athlet            | Land | Weite (m) |
| ----- | ----------------- | ---- | --------- |
| 1     | Gerhard Steines   | FRG  | 18,02     |
| 2     | Harro Schoon      | FRG  | 17,92     |
| 3     | Georges Schroeder | BEL  | 16,46     |
| 4     | Robert Van Schoor | BEL  | 16,41     |

### Diskuswurf
| Platz | Athlet               | Land | Weite (m) |
| ----- | -------------------- | ---- | --------- |
| 1     | Georges Schroeder    | BEL  | 53,68     |
| 2     | Karl-Heinz Steinmetz | FRG  | 53,34     |
| 3     | Robert Van Schoor    | BEL  | 53,30     |
| 4     | Alwin Wagner         | FRG  | 52,58     |

### Hammerwurf
| Platz | Athlet                  | Land | Weite (m) |
| ----- | ----------------------- | ---- | --------- |
| 1     | Edwin Klein             | FRG  | 69,04     |
| 2     | Franz-Josef Woltering   | FRG  | 67,42     |
| 3     | Jacques Mortier         | BEL  | 55,76     |
| 4     | Edouard Van der Bleeken | BEL  | 55,22     |

### Speerwurf
| Platz | Athlet         | Land | Weite (m) |
| ----- | -------------- | ---- | --------- |
| 1     | Gerd Simonsen  | FRG  | 73,00     |
| 2     | Eugen Stumpp   | FRG  | 70,68     |
| 3     | Guy van Zeune  | BEL  | 63,92     |
| 4     | Louis Fortamps | BEL  | 63,02     |